# Вайцман, Арн
Арн Вайцман (идиш אהרן װײַצמאַן‎‎; 2 апреля 1884, Бельцы, Бессарабская губерния — ?) — еврейский драматург, прозаик, педагог. Писал на идише.

## Биография
Учился в Житомире и Одессе, а с 1920 года в ивритском учительском семинаре сети «Тарбут» в Кишинёве, после чего открыл собственную школу в Бельцах. В 1930 году эмигрировал в Аргентину. Работал учителем и директором средней школы в одной из сельскохозяйственных колоний фонда барона де Гирша Еврейского колонизационного общества, затем в Буэнос-Айресе.
Дебютировал одноактной пьесой «Данкбаре оремлайт» (Благодарные бедняки) в 1933 году в юмористическом журнале «Пенемер ун пенемлех» (Лица и личики, Буэнос-Айрес). Публиковал рассказы, монологи, детские истории и одноактные пьесы в других периодических изданиях Аргентины — «Идише цайтунг» (Еврейская газета), «Аргентинер магазин» (Аргентинский журнал), «Идише велт» (Еврейский мир), «Мизрехи-штимэ» (Восточный голос), «Фар шул ун эйм» (Для школы и дома) и других.
В книжной форме издал «די אַכט ליכטלעך, חנוכּה פּאָעמע פֿאַר שול קינדער» (ди ахт лихтлех: ханике поэме фар шул-киндер — Семисвечник: ханукальная поэма для школьников, Буэнос-Айрес, 1944 и 1945), «שלמה המלך און זײַן לערע, דאָס לעבן און שאַפֿן אין טיפֿן אַלטערטום פֿון קלוגסטן פֿון אַלע מענטשן» (Шлойме амейлех ун зайн лере: дос лебн ун шафн ин тифн алтертум фун клугстн фун але менчн — Царь Соломон и его учение: жизнь и труды в глубокой древности мудрейшего из людей, Буэнос-Айрес, 1946).
В 1949 году поселился в Израиле, где работал государственным чиновником, в том числе в канцелярии премьер-министра. Публиковался в ежедневной тель-авивской газете «Лецте найес» (Последние новости).

## Публикации
- Aaron Weitzman. Poemas de Janukah: Las Ocho Velitas. A acto y musica. — חנוכּה-פּאָעמע די אַכט ליכטלעך: אײנאַקטער מיט געזאַנג (ханике-поэме ди ахт лихтлех: эйнактикер мит гезанг — ханукальная поэма семисвечник, одноактная пьеса с мелодией). Буэнос-Айрес, 1945[5].